# 石井鎮
石井鎮（せきせいちん）は中華人民共和国湖南省婁底市婁星区の鎮。

## 行政区画
- 譚家村
- 祖師村
- 白雲石村
- 大躍村
- 三圭村
- 鬥光村
- 石井村
- 回竜村
- 松江村
- 環江村
- 石江村
- 水口村
- 蛟竜村
- 沢溪村
- 山泉村
- 江溪村

## 歴史
2015年、百畝郷を吸収合併する。

## 地理
石井鎮は婁星区北部に位置し、北は橋頭河鎮と、東は漣浜街道と、西は渡頭塘鎮と、南は水洞底鎮とそれぞれ接している。

## 教育
- 石井鎮中心小学
- 石井鎮中学

## 交通

### 道路
- 省道S312[2]